# José Manuel Gironés Guillem
José Manuel Gironés Guillem (Onteniente, 1945) es un periodista español. Doctor honoris causa por la Universidad Fernando Pessoa de Oporto (Portugal) por su notable trayectoria en el mundo de la comunicación, de la cultura y de la ciencia. Licenciado en Ciencias de la Información por la Universidad de Navarra (1967) y doctor en Comunicación por la Universidad Complutense de Madrid (1994).
Estuvo en el Museo de Bellas Artes de Valencia como periodista, durante años 90 siglo XX, en relaciones públicas de dicho museo junto a Consuelo Ciscar. 
En la actualidad es presidente emérito del Centro UNESCO VALENCIA-MEDITERRÁNEO y presidente de AVADOLCI (Asociación Valenciana de Licenciados y Doctores en Ciencias de la Información). Fue director del programa de televisión de la UPV (Universidad Politécnica de Valencia) Foro Mediterráneo (2004-2012).
Es Soci d'Onore en la insigne Rubiconia Academia dei Filopatridi de la ciudad de Savignano. Esta institución fue fundada en 1651 y reformada en 1877 por Víctor Manuel II. Lord Byron y Giuseppe Garibaldi, entre otros personajes distinguidos, han pertenecido a esta ilustre academia.
Es Cofundador del Instituto Mediterráneo Di Arte Classica & Magister Artis y organizador de la Solemne Clausura LX Aniversario de la UNESCO (Valencia 2006), del CIVITAS PACIS Bimilenario Augusto (2007), del Hermanamiento de CACSA & BIBLIOTHECA ALEXANDRINA (2007) y del Valldigna Foro Mediterráneo (2000, 2002, 2004, 2006, 2009, 2010 y 2011). Representante de la Multaqa de las Culturas en el 3rd World Forum on Inter Cultural Dialogue Baku 18-19 de mayo de 2015. Impulsor, desde 2005, de la recuperación de la MULTAQA de las Culturas y Religiones del Mediterráneo, cuyos argumentos han sido: 
2005: “La alegría colectiva, nota común de la fiesta mediterránea”.
2006: “Familia, Comunidad y Solidaridad”.
2007: “La Valldigna y el mar de Valencia”.
2008: “Los derechos Humanos a la luz de las tres culturas”
2009: “La dieta Mediterránea, patrimonio UNESCO de la humanidad”.
2010: “El mar y los caminos de la paz”.
2011: “Ciencia, Deporte, Juventud y Paz”.
2012: “Mujer, Mediterráneo y Paz”.
2013: ”UNESCO, Voz del Mundo y Patrimonio de la Humanidad”.
2014: “Factum Maris”.
2015: “La Ruta Occidental de la Seda”.
2016: “La Seda y la Paz”. 
2017:  ValenciAgrigento: "Concordia Mediterráneo". 
2018: Agrigento Ventennale: "Mediterráneo de Civiltà e di Pace".
Ha sido Coordinador Internacional del Segundo Encuentro Mundial de la UNESCO Silk Roads Online Platform que aconteció en Valencia del 8 al 12 de junio de 2016. Impulsor de la Declaración de “Valencia Ciudad de la Seda 2016”.

## Trayectoria profesional
Fue asesor en Moncloa con el gobierno de Adolfo Suárez (1978-79), en el Ministerio de Asuntos Exteriores con José Pedro Pérez-Llorca (1980), director de LEVANTE-EMV (1980 y 1981) donde el 23 de febrero  estuvo al frente del diarió durante "la noche de los tanques" cuando el capitán general de la III Región Militar, Jaime Milans del Bosch, ocupó la ciudad de Valencia durante el golpe de Estado compartido con  Tejero. Más tarde ocupó el cargo de  Jefe de los Servicios Informativos de TVE en la Comunidad Valenciana ("Aitana" 1982-1984),  Jefe de Relaciones Informativas de la Generalitat Valencina con el primer presidente de la Comunidad Valenciana Joan Lerma y delegado para Europa de la Asociación Española de Periodismo Científico (1990-2000).
Forjó sus primeras armas periodísticas en el diario LEVANTE y como freelance en diversos medios. Fue corresponsal de GACETA UNIVERSITARIA y en 1966 representó a la Universidad de Navarra en el Congreso de Periodismo de Urio (Italia). Dos años más tarde obtuvo una beca de la Institución Sorpies para realizar en Londres un trabajo sobre la prensa. Formó parte del primer equipo de la revista MOMENTO (1967) bajo la dirección de Pablo de Irazazábal y después pasó a la redacción de MUNDO (1968- 1974), semanario de información política, donde fue jefe de la redacción de Madrid y, además, destacó por sus entrevistas en las series «12 Preguntas», «Mundo va más allá» o «Al filo de la pregunta».
Trabajó como cronista de Cortes, redactor y Jefe de Política Nacional de CAMBIO 16 (1974-1976) y colaborador y cofundador de HISTORIA 16 y de la Aventura de la Historia. Dirigió la revista de divulgación científica MERIDIANO 2000 (1971-1974) y el semanario de información nacional OPINIÓN (1976-1977). Escribió columnas de opinión en los diarios MADRID, INFORMACIONES, PUEBLO, ABC, LA PRENSA, NOTICIERO UNIVERSAL, CANARIAS 7 y DIARIO DE VALENCIA. En 1974 le nombraron redactor jefe de las publicaciones del GRUPO MUNDO. Dirigió la revista MERIDIANO DOS MIL especializada en la divulgación periodística de temas científicos y participó en la fundación de la Asociación Española de Periodismo Científico.
Colaboró en Informe Semanal como corresponsal y enviado especial de TVE así como en los programas de divulgación científica del profesor Luís Miravitlles "Visados para el Futuro" y con el profesor Santiago Grisolía en el proceso de difusión sobre el genoma humano (FVEA 1990- 2010).
En el ámbito académico ha sido profesor de periodismo en la Facultad de Ciencias de la Información de la Universidad Autónoma de Barcelona, de la Facultad de Filología, Traducción y Comunicación de la Universidad de Valencia e impulsor de los estudios de periodismo en la Universidad Cardenal Herrera CEU de Valencia, donde también ha ejercido como profesor durante casi una década.

## Investigación
Tesis doctoral: Isomorfismos en el Sistema de Opinión(1994). La tesis estudia las técnicas de construcción del presente (mensaje informativo) y sus proyecciones en dos etapas de la Historia de España: el último franquismo y el felipismo. Establece la hipótesis del decaimiento del rumor y el humor como válvulas del sistema y constata todo lo contrario. Por ello propone buscar una respuesta bajo un nuevo enfoque sistemático y no con los tradicionales estudios de los mass-media. Explora en los ámbitos de la complejidad. La cibernética, la teoría de juegos, la percepción, la persuasión y la lógica-matemática en busca de isomorfismos válidos para el sistema de opinión a la luz de la teoría general de sistemas, y llega a dos conclusiones referidas a la paradoja dentro/fuera de todo sistema de opinión y a su incompletitud.

## Libros publicados
- 1970 Los 90 ministros de Franco
- 1974 La política española entre el rumor y el humor
- 2005 Crónica de Ramón Muntaner